# Bulbophyllum annandalei
Bulbophyllum annandalei är en orkidéart som beskrevs av Henry Nicholas Ridley. Bulbophyllum annandalei ingår i släktet Bulbophyllum och familjen orkidéer. Inga underarter finns listade i Catalogue of Life.